# Морнар, Ивица
И́вица Мо́рнар (хорв. Ivica Mornar; 12 января 1974, Сплит) — хорватский футболист, нападающий. Провёл 22 матча за сборную Хорватии. Участник Чемпионата Европы 2004.

## Карьера

### Клубная
Морнар начинал карьеру в «Хайдуке», команде из его родного Сплита. Уже в первом сезоне Ивица показал хорошие результаты, забив 7 мячей в 21 матче. В составе клуба он был двукратным чемпионом Хорватии и дважды стал обладателем Кубка Хорватии. Всего за «Хайдук» Ивица провёл 58 матчей и забил 18 мячей.
В 1995 году Морнар поменял чемпионат Хорватии на Бундеслигу, перейдя в «Айнтрахт» из Франкфурта, за который провёл один сезон, в котором клуб покинул Бундеслигу, заняв 17-е место.
Сезон 1996/97 Ивица начинал в составе испанской «Севильи», которая, также как и прошлый клуб Морнара «Айнтрахт», покинула элитный дивизион по итогам сезона. В 1997 году Ивица перешёл в клуб Сегунды «Оренсе». За один год в команде он сыграл 28 матчей и забил 8 мячей.
В 1998 году Морнар перешёл в «Стандард», являвшийся середняком чемпионата Бельгии. В составе льежского клуба Ивица провёл 3 сезона, в которых сыграл 68 матчей и забил 23 мяча. После сезона 2000/01, в котором «Стандард» занял 3-е место, а Морнар забил 12 голов, Ивица перешёл в один из сильнейших клубов Бельгии — «Андерлехт». В первых двух сезонах за клуб, Морнар забил 14 мячей, а сам «Андерлехт» занимал 3-е и 2-е места. В следующем сезоне, только в первом круге чемпионата, Ивица забил 10 мячей, чем внёс большой вклад в чемпионство клуба в сезоне 2003/04, однако сам Морнар, к тому времени, уже являлся игроком «Портсмута».
В «Портсмут» Ивица перешёл в начале 2004 года, отклонив предложение «Андерлехта» о подписании нового двухлетнего контракта. Бельгийский клуб получил за нападающего 500 тысяч долларов. Дебют Морнара пришёлся на матч с «Вулверхэмптон Уондерерс», а свой первый гол он забил в следующем матче, отличившись в матче с «Тоттенхэм Хотспур». Этот мяч оказался единственным для Морнара, в составе «Портсмута». Вскоре он, на правах аренды, перешёл в «Ренн», сыграв за него 15 матчей. Вернувшись в «Портсмут» в 2005 году, Ивица получил тяжелую травму и лишь дважды появился на поле. В сентябре 2006 года контракт игрока с клубом был расторгнут по обоюдному согласию. В 2007 году Морнар объявил о завершении карьеры.

### Сборная
В сборной Хорватии Морнар дебютировал в марте 1994 года, в матче против сборной Испании. Из-за разногласий с главным тренером сборной Мирославом Блажевичем он не играл на Чемпионате Европы 1996 и Чемпионате мира 1998. Единственным крупным международным турниром Морнара стал Чемпионат Европы 2004. Ивица играл во всех 3 матчах сборной Хорватии. Всего Морнар провёл за сборную 22 матча и забил один гол (20 августа 2003 года, в товарищеском матче со сборной Англии).

## Достижения
Хайдук
- Чемпион Хорватии: 1992, 1993/94, 1994/95
- Обладатель Кубка Хорватии: 1992/93, 1994/95
- Обладатель Суперкубка Хорватии: 1993, 1994